# 埃玛·文贝里
埃玛·文贝里（瑞典語：Emma Wengberg，1987年11月28日—），瑞典女子羽毛球運動員，擅長雙打項目。

## 生平
2011年，埃玛·文贝里參加世界羽聯大獎賽碧特博格羽毛球公開賽，夥拍伊美利·兰纳森，贏得女子雙打比賽亞軍。

## 主要比賽成績
只列出曾進入準決賽的國際賽事成績：
| 年份   | 賽事                       | 公開賽級別 | 項目     | 拍檔                      | 成績   |
| ------ | -------------------------- | ---------- | -------- | ------------------------- | ------ |
| 2008年 | 比利時羽毛球國際賽         | 國際挑戰賽 | 女子雙打 | 伊美利·兰纳森             | 準決賽 |
| 2008年 | 蘇格蘭羽毛球國際賽         | 國際挑戰賽 | 女子雙打 | 伊美利·兰纳森             | 亞軍   |
| 2008年 | 義大利羽毛球國際賽         | 國際挑戰賽 | 女子雙打 | 伊美利·蘭納森             | 亞軍   |
| 2009年 | 瑞典斯德哥爾摩羽毛球國際賽 | 國際挑戰賽 | 女子雙打 | 伊美利·兰纳森             | 亞軍   |
| 2009年 | 葡萄牙羽毛球國際賽         | 國際系列賽 | 女子雙打 | 伊美利·兰纳森             | 冠軍   |
| 2009年 | 保加利亞羽毛球國際賽       | 國際挑戰賽 | 女子雙打 | 伊美利·兰纳森             | 準決賽 |
| 2009年 | 土耳其羽毛球國際賽         | 國際系列賽 | 女子雙打 | 伊美利·兰纳森             | 冠軍   |
| 2010年 | 西班牙羽毛球公開賽         | 國際挑戰賽 | 女子雙打 | 伊美利·兰纳森             | 冠軍   |
| 2010年 | 荷蘭羽毛球大獎賽           | 大獎賽     | 女子雙打 | 伊美利·兰纳森             | 準決賽 |
| 2010年 | 挪威羽毛球國際賽           | 國際挑戰賽 | 女子雙打 | 伊美利·兰纳森             | 準決賽 |
| 2011年 | 荷蘭羽毛球國際賽           | 國際挑戰賽 | 女子雙打 | 伊美利·兰纳森             | 準決賽 |
| 2011年 | 丹麥羽毛球國際賽           | 國際挑戰賽 | 女子雙打 | 伊美利·兰纳森             | 準決賽 |
| 2011年 | 碧特博格羽毛球黃金大獎賽   | 黃金大獎賽 | 女子雙打 | 伊美利·兰纳森             | 亞軍   |
| 2011年 | 挪威羽毛球國際賽           | 國際挑戰賽 | 女子雙打 | 伊美利·兰纳森             | 準決賽 |
| 2011年 | 蘇格蘭羽毛球國際賽         | 國際挑戰賽 | 女子雙打 | 伊美利·兰纳森             | 冠軍   |
| 2011年 | 意大利羽毛球國際賽         | 國際挑戰賽 | 女子雙打 | 伊美利·兰纳森             | 準決賽 |
| 2012年 | 美國羽毛球黃金大獎賽       | 黃金大獎賽 | 女子雙打 | 伊美利·兰纳森             | 準決賽 |
| 2013年 | 瑞典斯德哥爾摩羽毛球國際賽 | 國際挑戰賽 | 女子雙打 | 伊美利·兰纳森             | 亞軍   |
| 2013年 | 丹麥羽毛球國際賽           | 國際挑戰賽 | 女子雙打 | 伊美利·兰纳森             | 亞軍   |
| 2013年 | 瑞士羽毛球國際賽           | 國際挑戰賽 | 女子雙打 | 伊美利·兰纳森             | 亞軍   |
| 2014年 | 匈牙利羽毛球國際賽         | 國際系列賽 | 女子雙打 | 约瑟芬·范·赞纳            | 亞軍   |
| 2014年 | 挪威羽毛球國際賽           | 國際系列賽 | 女子雙打 | 蒂尔德·艾弗森             | 冠軍   |
| 2014年 | 挪威羽毛球國際賽           | 國際系列賽 | 混合雙打 | 菲利普·迈克尔·杜瓦尔·迈伦 | 亞軍   |
| 2015年 | 葡萄牙羽毛球國際賽         | 國際系列賽 | 混合雙打 | 菲利普·迈克尔·杜瓦尔·迈伦 | 冠軍   |
| 2015年 | 克羅地亞羽毛球國際賽       | 國際系列賽 | 混合雙打 | 菲利普·迈克尔·杜瓦尔·迈伦 | 準決賽 |
| 2015年 | 斯洛文尼亞羽毛球國際賽     | 國際系列賽 | 女子雙打 | 蒂尔德·艾弗森             | 準決賽 |
| 2015年 | 波蘭羽毛球國際賽           | 國際系列賽 | 女子雙打 | 克拉拉·尼斯塔特           | 冠軍   |
| 2015年 | 匈牙利羽毛球國際賽         | 國際系列賽 | 混合雙打 | 菲利普·迈克尔·杜瓦尔·迈伦 | 準決賽 |
| 2015年 | 芬蘭羽毛球國際賽           | 國際系列賽 | 女子雙打 | 克拉拉·尼斯塔特           | 冠軍   |
| 2015年 | 芬蘭羽毛球國際賽           | 國際系列賽 | 混合雙打 | 菲利普·迈克尔·杜瓦尔·迈伦 | 冠軍   |
| 2015年 | 愛爾蘭羽毛球公開賽         | 國際挑戰賽 | 女子雙打 | 克拉拉·尼斯塔特           | 準決賽 |
| 2016年 | 愛沙尼亞羽毛球國際賽       | 國際系列賽 | 女子雙打 | 克拉拉·尼斯塔特           | 準決賽 |
| 2016年 | 布拉格羽毛球公開賽         | 國際挑戰賽 | 女子雙打 | 克拉拉·尼斯塔特           | 準決賽 |
| 2017年 | 瑞典羽毛球國際賽           | 國際系列賽 | 女子雙打 | 克拉拉·尼斯塔特           | 冠軍   |

| 2007-2017年 | 首要超級賽 | 超級賽 | 黃金大獎賽 | 大獎賽 | 國際挑戰賽 | 國際系列賽 | 未來系列賽 | 其他 |

| 2018-2026年 | 總決賽 | 超級1000賽 | 超級750賽 | 超級500賽 | 超級300賽 | 超級100賽 | 國際挑戰賽 | 國際系列賽 | 未來系列賽 | 其他 |

### 奧運會和世錦賽參賽紀錄
|          | 搭檔            | 2009 | 2010 | 2011 | 2012 | 2013 | 2014 | 2015 | 2016 | 2017 |
| -------- | --------------- | ---- | ---- | ---- | ---- | ---- | ---- | ---- | ---- | ---- |
| 女子雙打 | 伊美利·兰纳森   | 32強 | 48強 | 32強 | －   | －   | －   | －   | －   | －   |
| 女子雙打 | 克拉拉·尼斯塔特 | －   | －   | －   | －   | －   | －   | －   | －   | 48強 |

## 外部連結
- 埃玛·文贝里官方網誌